# Will Steffen

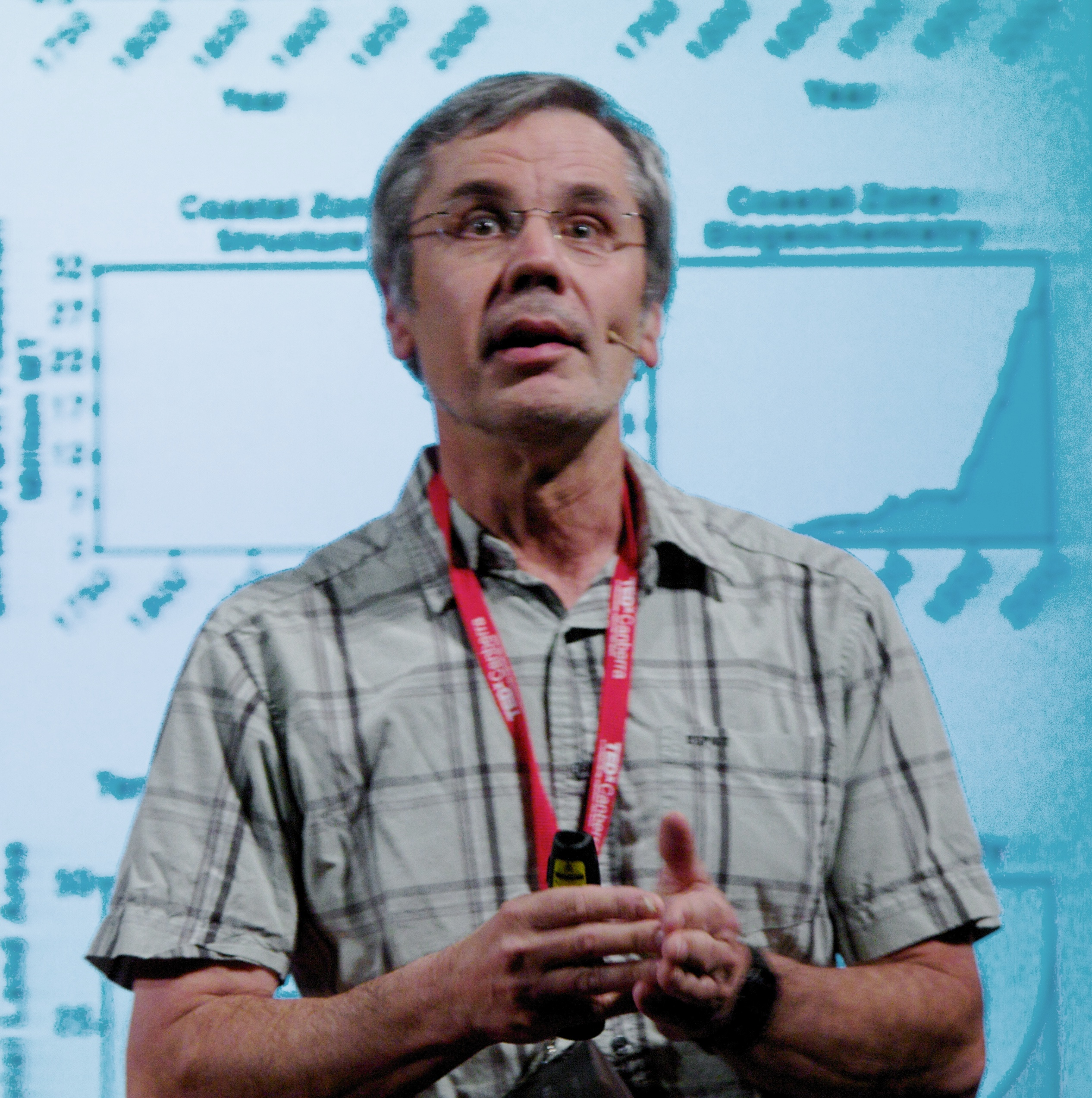
Will Steffen (2010)

William L. „Will“ Steffen (* 25. Juni 1947 in Norfolk, Nebraska; † 29. Januar 2023 in Canberra) war ein australischer Klimawissenschaftler. Seine Forschung trug maßgeblich zum Verständnis planetarer Grenzen und insbesondere des Klimawandels bei. Er spielte eine bedeutende Rolle in der Diskussion um das Erdzeitalter des Anthropozäns.

## Leben und Stationen
Steffen absolvierte ein BSc-Studium in Chemieingenieurwissenschaften an der University of Missouri. Abschlüsse als MSc (1972) und PhD (1975) in Chemie erwarb er von der University of Florida. Steffen war von 1998 bis 2004 als verantwortlicher Leiter des International Geosphere-Biosphere Programme (IGBP) in Stockholm tätig und zuvor als verantwortlicher Leiter des IGBP-Projekts „Global Change and Terrestrial Ecosystems“. Steffen war von 2008 bis 2012 der erste Leiter des Climate Change Institute der Australian National University (ANU). Zuvor war er Leiter der Fenner School of Environment and Society der ANU. Von 2004 bis 2011 war er als wissenschaftlicher Berater der Abteilung für Klimawandel der australischen Regierung tätig. Von 2011 bis 2013 war er Klimakommissar bei der Klimakommission der australischen Regierung. Er arbeitete zudem als Autor am 2018 erschienenen Sonderbericht 1,5 °C globale Erwärmung des Weltklimarats IPCC mit.
Er starb am 29. Januar 2023 im Alter von 75 Jahren in Canberra an den Folgen einer Bauchspeicheldrüsenkrebserkrankung.

## Wirken
Steffen machte sich in den Bereichen Nachhaltigkeit und Erdsystemwissenschaft international einen Namen. Er befasst sich dabei insbesondere mit der Wissenschaft des Klimawandels, den Ansätzen zur Anpassung an den Klimawandel in Landsystemen, der Einbeziehung menschlicher Prozesse in die Modellierung und Analyse des Erdsystems sowie der Geschichte und Zukunft der Beziehung zwischen Menschen und der übrigen Natur. Zuletzt befasste er sich mit der Gefahr eines Treibhauses Erde. Steffen kam zudem im Dokumentarfilm Unser Planet zu Wort.
Im Dezember 2020 initiierte Steffen gemeinsam mit der Erdsystemwissenschaftlerin Gesa Weyhenmeyer einen offenen Brief im Guardian, in dem er angesichts des drohenden Scheiterns einer rechtzeitigen Umsetzung von Klimaschutzmaßnahmen und der daraus folgenden Klimakatastrophe dazu aufrief, die menschliche Zivilisation auf die Möglichkeit eines Zusammenbruchs innerhalb des 21. Jahrhunderts vorzubereiten. Der Brief wurde von mehr als 250 namhaften Wissenschaftlern unterzeichnet und erregte internationale Aufmerksamkeit.

## Veröffentlichungen (Auswahl)
- Lan-Wang Erlandson et al.: A planetary boundary for green water. In: Nature Reviews Earth & Environment volume. Band 3, 2022, S. 380–392, doi:10.1038/s43017-022-00287-8.
- Luke Kemp et al.: Climate Endgame: Exploring catastrophic climate change scenarios. In: Proceedings of the National Academy of Sciences. Band 111, Nr. 34, 2022, doi:10.1073/pnas.2108146119.
  - Deutsche Übersetzung: Luke Kemp et al.: Climate Endgame. Erkundungen von Szenarien eines katastrophalen Klimawandels. In: Thomas Köhler et al. (Hrsg.): Klima, Kollaps, Kommunikation. Perspektiven auf das Climate Endgame. Leibniz-Universität Hannover / Hochschule Hannover, Hannover 2024, ISBN 978-3-690-18007-8, doi:10.25968/opus-3276.
- Tim Lenton, Johan Rockström, Owen Gaffney, Stefan Rahmstorf, Katherine Richardson, Will Steffen, Hans-Joachim Schellnhuber: Climate tipping points - too risky to bet against. In: Nature. Band 575, 2019, S. 592–595, doi:10.1038/d41586-019-03595-0.
- Will Steffen et al.: Trajectories of the Earth System in the Anthropocene. In: Proceedings of the National Academy of Sciences. Band 115, Nr. 33, 2018, S. 8252–8259, doi:10.1073/pnas.1810141115.
- Colin N. Waters et al.: The Anthropocene is functionally and stratigraphically distinct from the Holocene. In: Science. Band 351, Nr. 6269, 2016, doi:10.1126/science.aad2622.
- Will Steffen et al.: Planetary boundaries: Guiding human development on a changing planet. In: Science. Band 346, Nr. 6223, 2015, doi:10.1126/science.1259855.
- Will Steffen et al.: The trajectory of the Anthropocene: The Great Acceleration. In: The Anthropocene Review. Band 2, Nr. 1, 2015, doi:10.1177/2053019614564785.
- Steffen et al.: Planetary boundaries: Guiding human development on a changing planet. In: Science. Band 347, Nr. 6223, 2015, doi:10.1126/science.1259855.
- Steffen et al.: The Anthropocene: From Global Change to Planetary Stewardship. In: Ambio. Band 40, Nr. 7, 2011, S. 739–761, doi:10.1007/s13280-011-0185-x.
- Will Steffen et al.: The Anthropocene: conceptual and historical perspectives. In: Philosophical Transactions of the Royal Society. Band 369, 2011, S. 842–867, doi:10.1098/rsta.2010.0327.
- Will Steffen et al.: The Anthropocene: From Global Change to Planetary Stewardship. In: Ambio. Band 40, 2011, doi:10.1007/s13280-011-0185-x.
- Johan Rockström et al.: A safe operating space for humanity. In: Nature. Band 461, 2009, S. 472–475, doi:10.1038/461472a.